# Trulli Tales – Die Abenteuer von Trullalleri
Trulli Tales – Die Abenteuer von Trullalleri ist eine französische Zeichentrickserie aus dem Jahr 2017.

## Handlung
In Trulli-Land ist die Kochkunst untrennbar mit der Zauberkunst verbunden. Damit die vier jungen Trullis ihre Kochkünste perfektionieren und lernen mit magischen Fähigkeiten umzugehen gehen sie auf eine Zauber-Koch-Schule. Doch hierbei begegnet ihnen meist der gemeine Magier Kopperpott, der täglich für Ärger sorgt.

## Produktion und Veröffentlichung
Die deutsche Erstausstrahlung fand am 11. Dezember 2017 auf Disney Junior statt. Außerdem ist sie in dem Video-on-Demand-Dienst Sky Go verfügbar.

## Episodenliste
| Folge | deutscher Titel                  | deutsche Erstausstrahlung | englischer Titel             |
| 1     | Eine einfache Pizza              | 11.12.2017                | Humble Pie                   |
| 2     | Der siegreiche Rührkuchen        | 12.12.2017                | The Victorious Pound Cake    |
| 3     | Prinzessin für einen Tag         | 13.12.2017                | Princess For A Day           |
| 4     | Das neugierige Bananen-Soufflé   | 14.12.2017                | The Curiosity Banana Souffle |
| 5     | Ein Parfüm für Fräulein Zwieback | 15.12.2017                | Perfume for Frisella         |
| 6     | Echter Stromboli                 | 16.12.2017                | Sincere Stromboli            |
| 7     | Suns verlorenes Notizbuch        | 18.12.2017                | Sun’s Lost Notebook          |
| 8     | Der Plan des Flaschengeistes     | 17.12.2017                | A Genie’s Plan               |
| 9     | Zwiebelgeruch                    | 19.12.2017                | Big Bad Breath               |
| 10    | Freundschaftstee                 | 20.12.2017                | Friendship Tea               |
| 11    | Der tapfere Fruchtsalat          | 22.12.2017                | Brave Fruit Salad            |
| 12    | Die schlaue Olive                | 21.12.2017                | Whack-A-Hole                 |
| 13    | Kopperkatze                      | unaired                   | Coppercat                    |
| 14    | Ein Kuchen für den König         | unaired                   | Kingly Cake                  |